# Nowa Dębowola
Nowa Dębowola (dawn. Dębowa Wola Nowa) – część wsi Dębowola w Polsce położona w województwie mazowieckim, w powiecie kozienickim, w gminie Magnuszew.
Wierni kościoła rzymskokatolickiego należą do parafii św. Jana Chrzciciela w Magnuszewie.
Dawniej samodzielna wieś i gromada w gminie Trzebień. W latach 1954–1959 wieś należała do gromady Mniszów. W latach 1975–1998 miejscowość administracyjnie należała do województwa radomskiego, a po jej zniesieniu w 1959 roku do gromady Magnuszów.